# Lobe (art)
Pour les articles homonymes, voir Lobe.
Le lobe est un terme d’art : c'est un encadrement de baie, en pierre de taille, en forme de dentelle, découpé en nombre impair, divisé en compartiments. Il est en usage comme ornement de certains arcs et rosaces dans l’architecture mauresque et dans le style gothique.

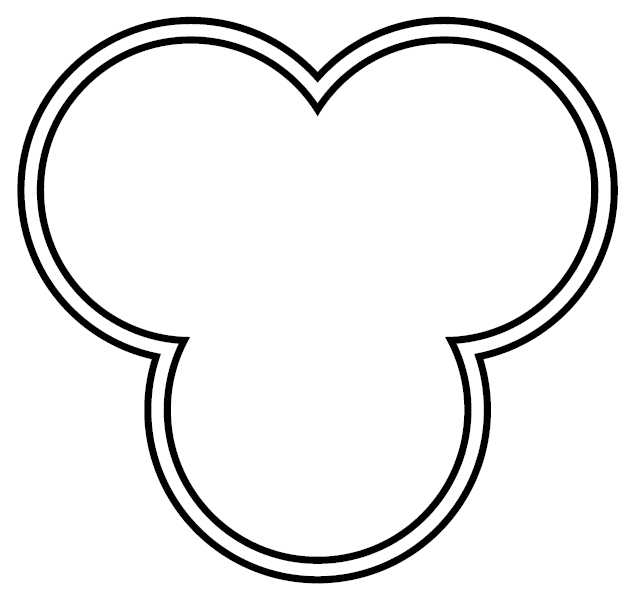
Trilobe.
Quatre-feuilles outrepassé.
En retrait.
Combiné en losange.
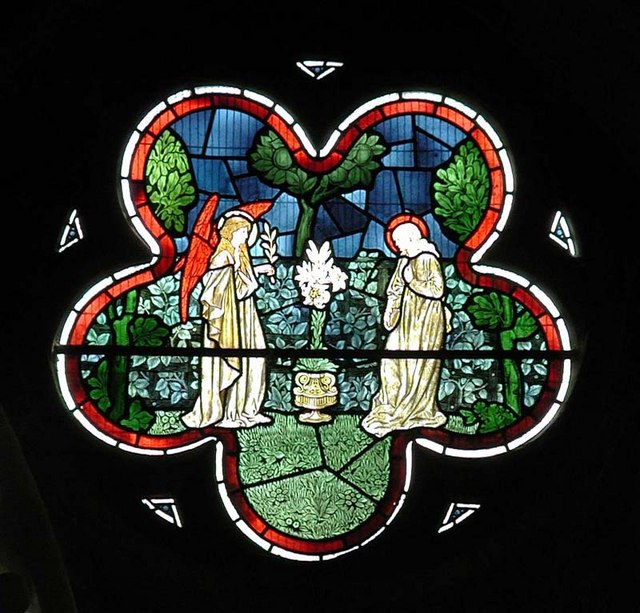
Quintilobe.

- Arc bilobé : arc constitué de deux lobes
- Arc trilobé : arc constitué de trois lobes
- Arc quadrilobé : arc constitué de quatre lobes aussi appelé des quatre-feuilles
- Arc quintilobé : arc constitué de cinq lobes